# Cutibacterium
Genre
Espèces de rang inférieur
- C. acnes[1]
- C. avidum[1]
- C. granulosum[1]

Cutibacterium est un genre de bactéries, de la famille des Propionibacteriaceae (en),,.